# 村上眞一
村上 眞一（むらかみ しんいち、1963年7月13日 - ）は、千葉県出身の元プロ野球選手（外野手・内野手、右投左打）・コーチ。1993年までの登録名は「村上 信一」（読み同じ）。

## 経歴
印旛高では、同期の佐藤文男、月山栄珠のバッテリーを擁し、一番打者、二塁手として1980年秋季関東大会決勝に進出。高崎高を5-2で破り優勝。
翌1981年春の選抜への出場を決める。選抜では準決勝に進み、笘篠誠治のいた上宮高を降す。決勝ではエース西川佳明をはじめ吉村禎章、若井基安らを擁するPL学園高を相手に9回まで1点リードするが、土壇場で同点に追いつかれ、西川の右前打でサヨナラ負けを喫する。同年夏も県予選準決勝に進むが、銚子商に敗退。
1981年オフに、ドラフト外で阪急ブレーブスに入団。高校同期の佐藤、月山も阪神タイガースに入団した。
1984年、代打で初打席初本塁打を記録。2打席目も代打本塁打という史上初の記録でデビュー。同年の広島東洋カープとの日本シリーズでは2試合に代打として出場、第2戦では9回に右翼線二塁打を放ち1打点、チームの逆転勝利に貢献した。1985年には福原峰夫の不調もあり、二塁手の定位置を得て52試合に先発。その後は故障もあって一時低迷するが1988年には復活。外野手、指名打者を兼ね準レギュラーとして活躍する。1990年には怪我のブーマー・ウェルズに代わり、5月から一塁手としてレギュラーに定着、45試合に先発出場を果たす。1996年限りで現役を引退。
現役引退後はプロ野球マスターズリーグの大阪ロマンズに参加。また、ソフトボール日本リーグ1部の豊田自動織機のバッティングコーチに就任、同チームの日本リーグ3連覇に貢献した。
2009年、関西独立リーグ・神戸9クルーズのコーチに就任。5月15日、選手兼任コーチとして現役復帰。7月30日、中田良弘監督が解任されたことに伴い、監督代行に就任。後期シーズンを指揮した。同年限りで退団。
2016年の学生野球資格回復研修を受講したうえで、翌2017年2月7日に日本学生野球協会から学生野球資格回復の適性認定を受けたことにより、学生野球選手への指導が可能となる。

## エピソード
- 現役時代の1994年、プライベートで帽子を被って神戸のパチンコ店にいたところ、不審者と思われて警官2人から職務質問をされた。名前と職業を聞かれ、「オリックス・ブルーウェーブの村上です」と答えたところ、警官2人のうち年配の方から「そんなヤツは知らん」と言われ、警察署で取り調べを受けたことになり、ワイドショー番組で取り上げられた。番組の出演者は「地元球団の選手なのに…　この警察官は野球は観ないんですかね」と感想の述べた。
- 2009年7月31日の試合で、中田監督の解任に不満を抱く4選手が試合をボイコットしたため、野手が8人となり、村上監督代行が急遽選手登録し指名打者で先発出場する事態となった。

## 詳細情報

### 年度別打撃成績
| 年 度      | 球 団           | 試 合 | 打 席 | 打 数 | 得 点 | 安 打 | 二 塁 打 | 三 塁 打 | 本 塁 打 | 塁 打 | 打 点 | 盗 塁 | 盗 塁 死 | 犠 打 | 犠 飛 | 四 球 | 敬 遠 | 死 球 | 三 振 | 併 殺 打 | 打 率 | 出 塁 率 | 長 打 率 | O P S |
| ---------- | --------------- | ----- | ----- | ----- | ----- | ----- | -------- | -------- | -------- | ----- | ----- | ----- | -------- | ----- | ----- | ----- | ----- | ----- | ----- | -------- | ----- | -------- | -------- | ----- |
| 1984       | 阪急 オリックス | 22    | 43    | 39    | 6     | 10    | 0        | 0        | 4        | 22    | 8     | 1     | 0        | 1     | 0     | 3     | 0     | 0     | 8     | 1        | .256  | .310     | .564     | .874  |
| 1985       | 阪急 オリックス | 84    | 182   | 153   | 18    | 33    | 6        | 1        | 2        | 47    | 16    | 4     | 2        | 1     | 2     | 24    | 0     | 2     | 30    | 1        | .216  | .326     | .307     | .633  |
| 1986       | 阪急 オリックス | 19    | 26    | 22    | 2     | 4     | 1        | 0        | 0        | 5     | 0     | 0     | 1        | 0     | 0     | 3     | 0     | 1     | 9     | 0        | .182  | .308     | .227     | .535  |
| 1987       | 阪急 オリックス | 5     | 4     | 4     | 1     | 2     | 0        | 0        | 0        | 2     | 1     | 0     | 0        | 0     | 0     | 0     | 0     | 0     | 1     | 0        | .500  | .500     | .500     | 1.000 |
| 1988       | 阪急 オリックス | 76    | 138   | 123   | 11    | 27    | 4        | 0        | 2        | 37    | 13    | 3     | 1        | 1     | 2     | 10    | 0     | 2     | 23    | 1        | .220  | .285     | .301     | .585  |
| 1989       | 阪急 オリックス | 14    | 14    | 12    | 1     | 1     | 1        | 0        | 0        | 2     | 0     | 0     | 0        | 1     | 0     | 1     | 0     | 0     | 0     | 0        | .083  | .154     | .167     | .321  |
| 1990       | 阪急 オリックス | 112   | 233   | 189   | 32    | 57    | 9        | 2        | 5        | 85    | 26    | 10    | 4        | 2     | 2     | 35    | 0     | 5     | 42    | 4        | .302  | .420     | .450     | .870  |
| 1991       | 阪急 オリックス | 32    | 37    | 33    | 1     | 4     | 0        | 0        | 0        | 4     | 1     | 0     | 1        | 0     | 0     | 4     | 0     | 0     | 5     | 1        | .121  | .216     | .121     | .337  |
| 1992       | 阪急 オリックス | 55    | 119   | 109   | 12    | 30    | 6        | 1        | 2        | 44    | 17    | 1     | 1        | 0     | 1     | 7     | 0     | 2     | 25    | 1        | .275  | .328     | .404     | .731  |
| 1993       | 阪急 オリックス | 9     | 22    | 19    | 5     | 9     | 6        | 0        | 2        | 21    | 7     | 0     | 0        | 0     | 0     | 2     | 0     | 1     | 2     | 0        | .474  | .545     | 1.105    | 1.651 |
| 1994       | 阪急 オリックス | 28    | 53    | 47    | 5     | 11    | 3        | 0        | 1        | 17    | 3     | 1     | 0        | 0     | 0     | 5     | 0     | 1     | 14    | 0        | .234  | .321     | .362     | .682  |
| 通算：11年 | 通算：11年      | 456   | 871   | 750   | 94    | 188   | 36       | 4        | 18       | 286   | 92    | 20    | 10       | 6     | 7     | 94    | 0     | 14    | 159   | 9        | .251  | .342     | .381     | .724  |

- 各年度の太字はリーグ最高
- 阪急（阪急ブレーブス）は、1989年にオリックス（オリックス・ブレーブス）に球団名を変更

### 記録
- 初出場：1984年8月9日、対南海ホークス20回戦（大阪スタヂアム）、10回表に湧川勉の代打として出場
- 初打席・初安打・初本塁打・初打点：同上、10回表に加藤伸一から右越決勝2ラン　※史上19人目の初打席初本塁打
- 初先発出場：1984年8月20日、対南海ホークス21回戦（阪急西宮球場）、7番・二塁手として先発出場
- 代打での初打席から2打席連続代打本塁打：1984年8月16日、対ロッテオリオンズ21回戦（平和台球場）、8回裏に藤田浩雅の代打で出場、深沢恵雄から右越ソロ　※史上初

### 背番号
- 47 （1982年 - 1993年）
- 00 （1994年 - 1996年、2009年）

### 登録名
- 村上 信一 （むらかみ しんいち、1982年 - 1994年5月23日）
- 村上 眞一 （むらかみ しんいち、1994年5月24日 - 1996年、2009年）

## 関連情報

### DVD
- 元オリックスブルーウェーブ 村上眞一 野球・守備のバイブル（2012年、ベースボールパワー）[3]
- 打撃の職人 元オリックスブルーウエーブ村上眞一 バッティング上達への道（2012年、ベースボールパワー）[4]